# Lex posterior derogat legi priori
Lex posterior derogat legi priori (łac. ustawa późniejsza uchyla moc obowiązującą ustawy wcześniejszej) (inaczej: reguła chronologiczna) – reguła kolizyjna, zgodnie z którą prawo ustanowione później (pochodzące z aktów prawnych o tej samej mocy, np. z dwóch ustaw i tym samym stopniu szczegółowości) należy stosować przed prawem ustanowionym wcześniej. Innymi słowy norma prawna, która powstała później, deroguje (uchyla, pozbawia mocy obowiązującej) normę prawną, która powstała wcześniej.
Uzasadnienie dla korzystania z reguły chronologicznej bierze się z założenia, iż ten, kto tworzy prawo, działa w sposób racjonalny (świadomy i celowy), a przez to ustanawiając nowe prawo dla jakiejś kwestii, musi on jednocześnie przyjmować, iż pozbawi tym samym mocy obowiązującej prawo, jakie normowało tę kwestię dotychczas.
O tym, które prawo jest wcześniejsze, a które późniejsze, decyduje tu nie moment jego wejścia w życie, lecz moment jego ogłoszenia w dzienniku urzędowym.
Reguła lex posterior derogat legi priori nie ma jednak faktycznego umocowania prawnego, przez co w przepisach może wystąpić sprzeczność. W Polsce utrata mocy przepisu ma miejsce, gdy zostanie zmieniony albo na podstawie wyroku Trybunału Konstytucyjnego. Nie ma na tej liście wprowadzenia późniejszego, sprzecznego z wcześniejszym aktem i powodującym z mocy prawa jego wygaszenie.
Reguła ta zostaje ograniczona w prawie karnym, gdzie w razie kolizji przepisu wcześniejszego i późniejszego stosuje się przepis korzystniejszy dla oskarżonego.